# JVC Julianadorp
JVC Julianadorp este un club de fotbal din Den Helder, Țările de Jos. A fost fondat la 21 iunie 1921.

## Palmares
- Eerste klasse (Olanda de Nord)
  - 1946, 1956
- Tweede klasse (Olanda de Nord)
  - 1952

## Jucători faimoși

### Neerlandezi
| - Marco Czech - Joey Heyblok - Jordy van Kesteren - René van Lith |  | - Nick Louwe - Piet Oele - Eric Terneu - Barry Zethof |

### Autrez
| - William Bustamante - Arnaud Frasse - Joost Hendriks - Dindo Isidora |  | - Gildo Lacroes - Yordi Marquez |